# 확장 카드

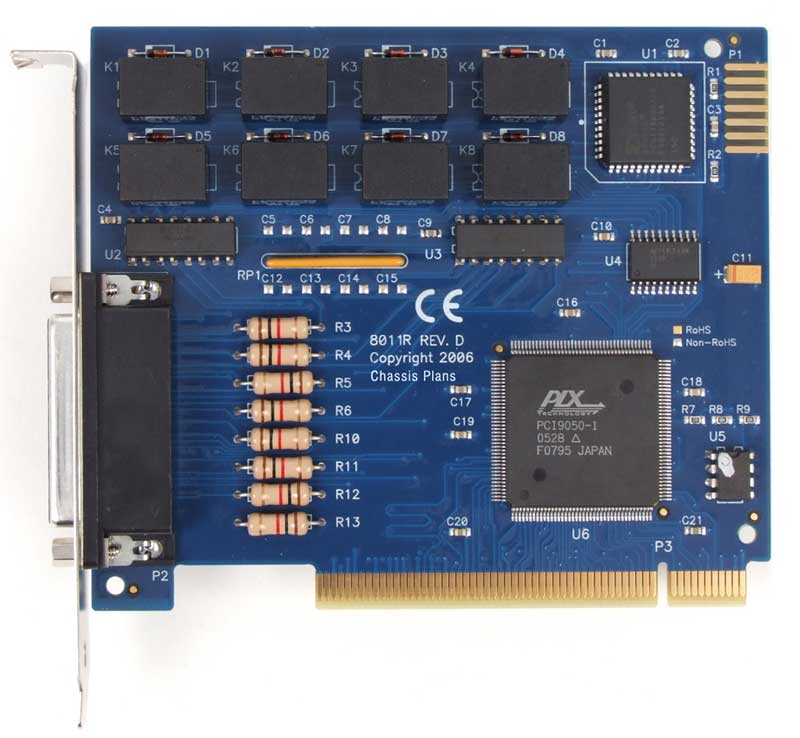
PLX 기술의 커다란 사각형 칩을 사용하여 PCI 버스 인터페이스를 처리하는 PCI 디지털 I/O 확장 카드 예시

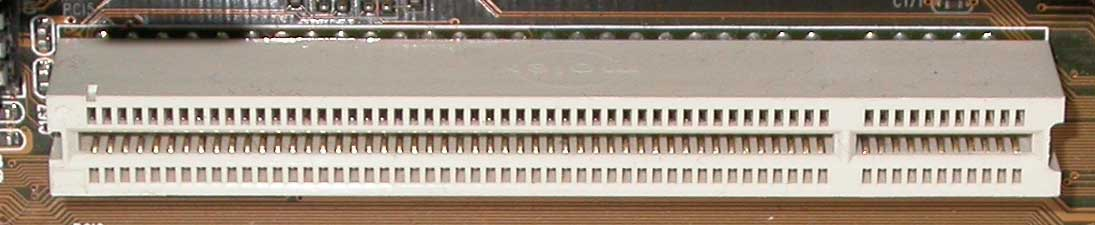
PCI 확장 슬롯

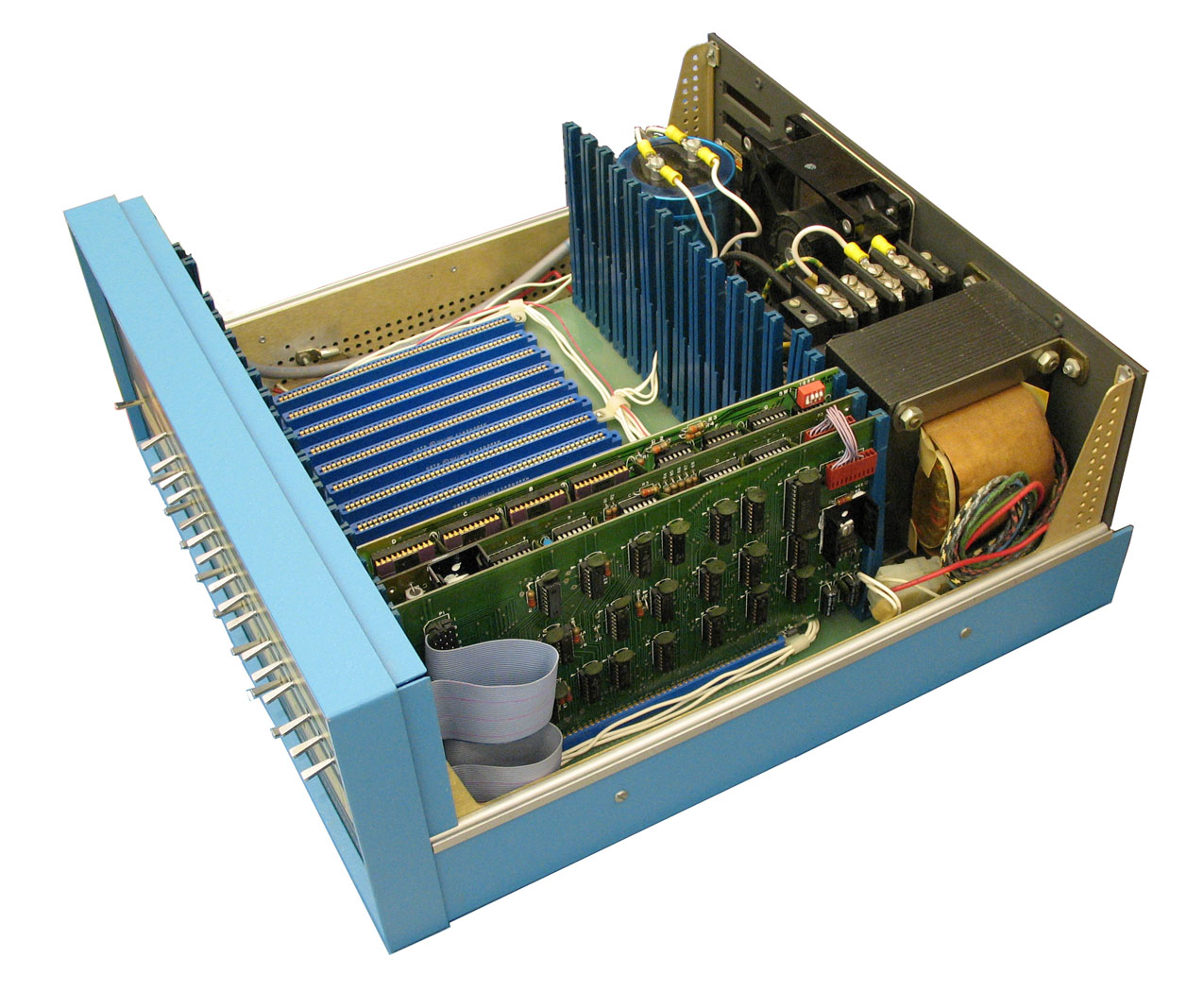
1976년 3월의 앨테어 8800b, 인텔 8080 메인보드와 다수의 확장 보드를 수용하는 18 슬롯 S-100 백플레인 포함

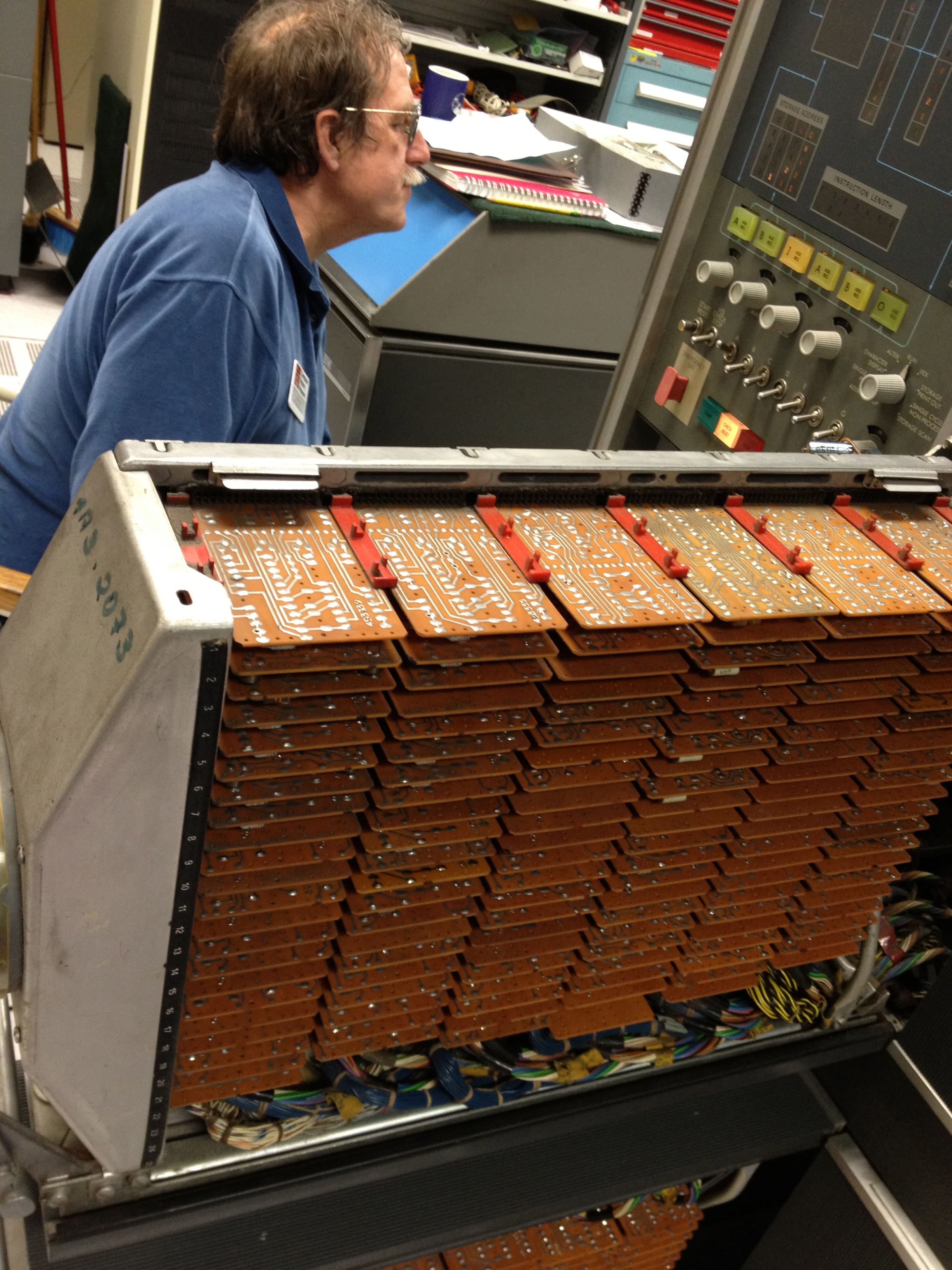
1959년 처음 도입된 16핀 금도금 에지 커넥터를 사용하는 IBM 1401 컴퓨터의 IBM 표준 모듈 시스템 확장 카드 랙

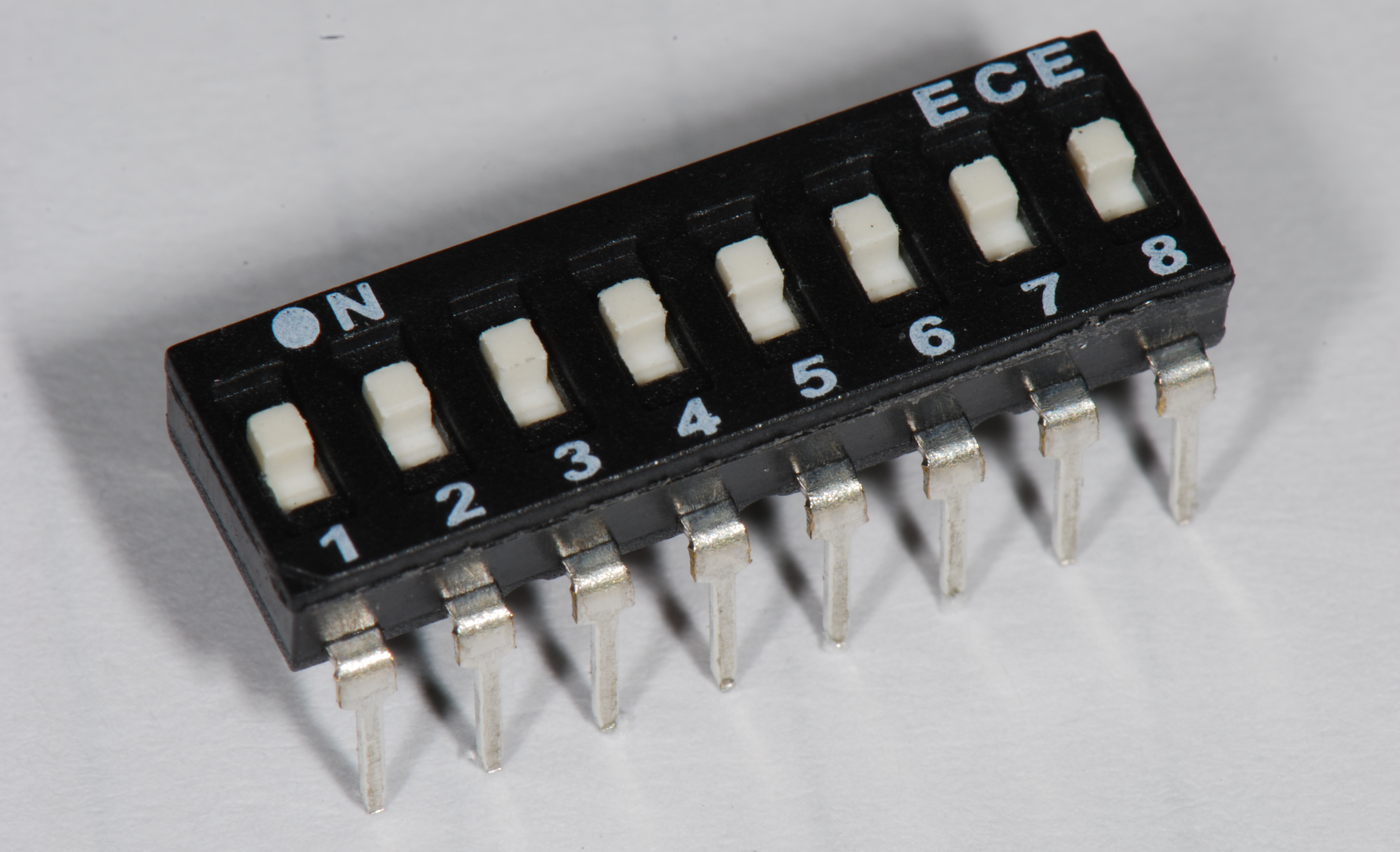
1980년대 ISA 확장 카드에서 흔히 볼 수 있는 16핀 스루홀 패키지의 구성 DIP 스위치

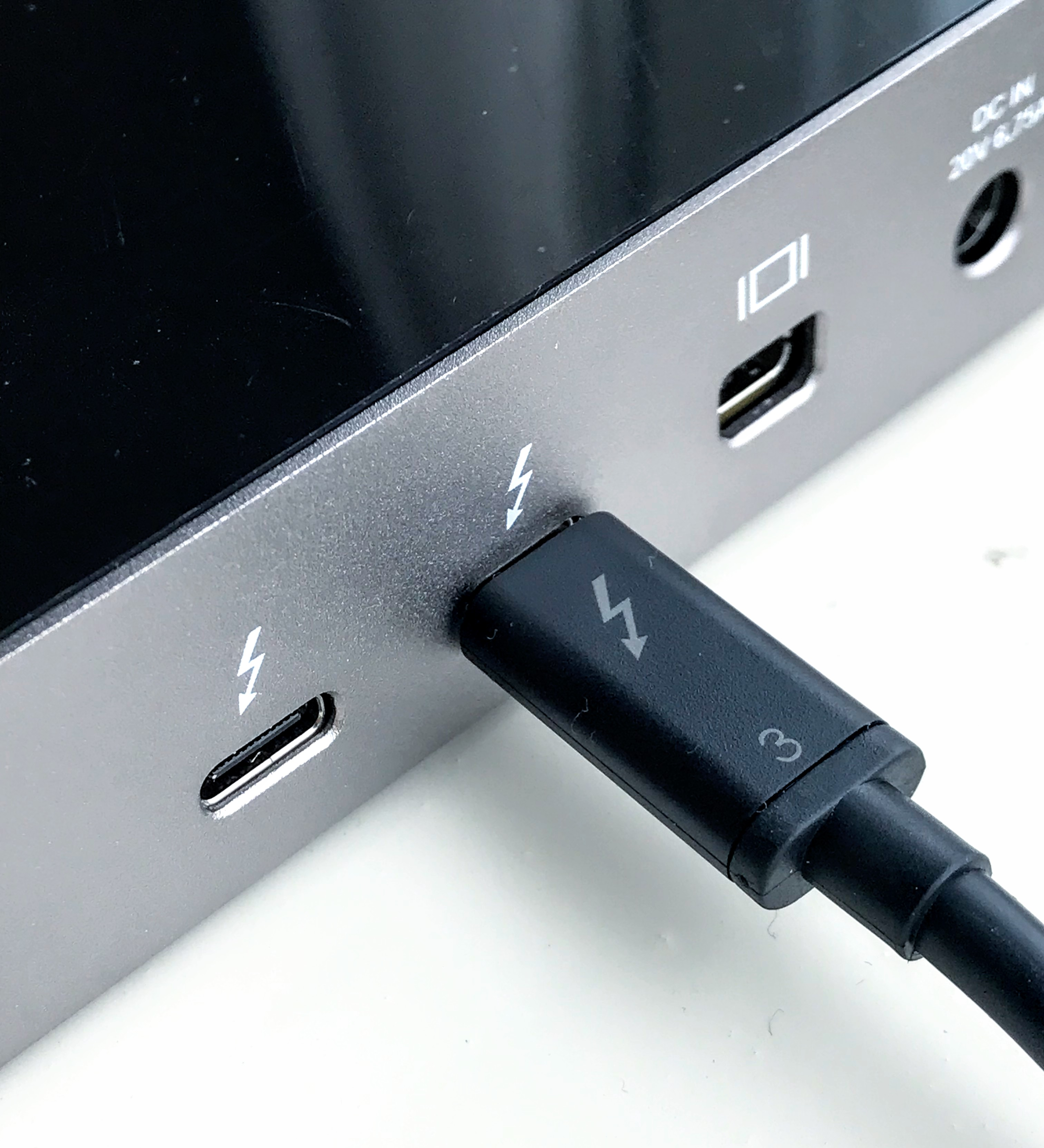
인텔이 2015년 12월에 선보인 선더볼트 3 커넥터는 최대 4개의 PCIe 3.0 레인과 8개의 디스플레이포트 1.2 레인을 다중화하며, 중간급 GPU를 구동하기에 충분한 대역폭을 가진 하나 이상의 확장 카드를 수용하는 외부 도킹 스테이션을 지원할 수 있다.

컴퓨팅에서 확장 카드(expansion card, 확장 보드, 어댑터 카드, 액세서리 카드)는 컴퓨터 시스템에 기능을 추가하기 위해 컴퓨터의 메인보드 (백플레인도 참조)에 있는 전기 단자 또는 확장 슬롯(버스 슬롯이라고도 함)에 삽입할 수 있는 인쇄 회로 기판이다. 때로는 컴퓨터 케이스와 메인보드의 설계가 이러한 슬롯의 대부분(또는 전부)을 별도의 분리 가능한 카드에 배치하는 것을 포함하기도 한다. 일반적으로 이러한 카드는 보드에서 위로 돌출되어 확장 카드를 메인보드 위와 평행하게 배치할 수 있기 때문에 부분적으로 라이저 카드라고 불린다.
확장 카드를 사용하면 컴퓨터 시스템의 기능과 인터페이스를 수행할 작업에 적합한 방식으로 확장하거나 보완할 수 있다. 예를 들어, 고속 다채널 데이터 수집 시스템은 회계에 사용되는 개인용 컴퓨터에는 쓸모없지만, 산업 공정 제어에 사용되는 시스템의 핵심 부분이 될 수 있다. 확장 카드는 현장에서 자주 설치하거나 제거할 수 있어 특정 목적에 맞게 사용자가 어느 정도 사용자 정의할 수 있다. 일부 확장 카드는 지지 시스템 보드의 커넥터에 꽂히는 "도터보드" 형태를 취한다.
개인 컴퓨팅에서 주목할 만한 확장 버스 및 확장 카드 표준으로는 CP/M 운영체제와 관련된 1974년의 S-100 버스, 1977년 오리지널 애플 II 컴퓨터의 50핀 확장 슬롯(애플 고유), 1981년 IBM PC와 함께 도입된 IBM의 ISA 버스, 1981년 BBC 마이크로의 아콘의 튜베 확장 버스, 1987년의 IBM의 특허 및 독점 MCA 버스(이는 복제 시장에서 인기를 얻지 못했다), 1992년에 ISA를 대체한 훨씬 개선된 PCI 버스, 그리고 2003년의 PCI 익스프레스(이는 상호 연결을 고속 통신 "레인"으로 추상화하고 다른 모든 기능을 소프트웨어 프로토콜로 격하시켰다)가 있다.

## 역사
진공관 기반 컴퓨터는 모듈식 구조를 가졌지만, 주변 장치의 개별 기능은 인쇄 회로 기판이 아닌 캐비닛 하나를 채웠다. 프로세서, 메모리 및 I/O 카드는 집적 회로의 개발로 가능해졌다. 확장 카드는 I/O, 추가 메모리 및 선택적 기능(예: 부동 소수점 장치)을 중앙 프로세서에 연결할 수 있도록 하여 프로세서 시스템을 사용자의 요구에 맞게 조정할 수 있게 한다. PDP-8을 시작으로 미니컴퓨터는 수동 백플레인을 통해 통신하고 전력을 공급받는 여러 카드로 구성되었다.
확장 슬롯을 갖춘 최초의 상용 마이크로컴퓨터는 1973년 미크랄 N이었다. 사실상 표준을 수립한 최초의 회사는 1974~1975년에 개발되어 나중에 다중 제조업체 표준인 S-100 버스가 된 앨테어 8800의 앨테어였다. 이 컴퓨터 중 다수는 수동 백플레인 설계였으며, 컴퓨터의 모든 요소(프로세서, 메모리, I/O)가 카드 케이지에 연결되어 카드 간에 신호와 전력을 수동으로 분배했다.
애플 II와 같은 시스템의 독점적인 버스 구현은 다중 제조업체 표준과 공존했다.

### IBM PC 및 후손
IBM은 1981년 IBM PC와 함께 후일 ISA 버스로 소급하여 불리게 될 버스를 도입했다. 당시 이 기술은 PC 버스라고 불렸다. 1983년에 출시된 IBM XT는 (약간의 예외를 제외하고) 동일한 버스를 사용했다. 8비트 PC 및 XT 버스는 1984년 IBM AT의 도입과 함께 확장되었다. 이는 XT를 넘어 주소 및 데이터 버스를 확장하기 위해 두 번째 커넥터를 사용했지만, 하위 호환성을 유지하여 8비트 카드를 AT 16비트 슬롯에서도 사용할 수 있었다. ISA 버스는 다른 유형이 개발된 후 IBM AT 버스의 명칭이 되었다. ISA 버스 사용자는 추가하는 하드웨어에 대한 깊은 지식이 필요했는데, 이는 메모리 주소, I/O 포트 주소 및 DMA 채널을 카드에 있는 스위치나 점퍼를 사용하여 드라이버 소프트웨어의 설정과 일치하도록 구성해야 했기 때문이다.
IBM이 1987년 PS/2를 위해 개발한 MCA 버스는 ISA의 경쟁자이자 IBM 자체 설계였지만, ISA의 산업 전반의 수용성과 IBM의 MCA 라이선스 정책으로 인해 인기를 잃었다. 컴팩이 주도한 ISA의 32비트 확장 버전인 EISA는 PC 97 산업 백서에서 마이크로소프트가 "레거시" 서브시스템으로 선언한 1997년까지 일부 PC 메인보드에서 사용되었다. 독점 로컬 버스(컴팩 참조)와 그 다음 VESA 로컬 버스 표준은 1980년대 후반의 확장 버스로, 80386 및 80486 CPU 버스와 연결되어 있었지만 독점적이지는 않았다. PC/104 버스는 ISA 버스를 복사한 임베디드 버스이다.
인텔은 1993년 P5 기반 펜티엄 CPU와 함께 PCI 버스 칩셋을 출시했다. PCI 버스는 1991년 ISA를 대체하기 위해 도입되었다. 이 표준(현재 버전 3.0)은 오늘날에도 PC 메인보드에서 찾아볼 수 있다. PCI 표준은 버스 브리징을 지원하는데, 최대 10개의 데이지 체인 방식 PCI 버스가 테스트되었다. PCMCIA 커넥터를 사용하는 카드버스는 PCI-PCI 브리지를 통해 주변 장치를 호스트 PCI 버스에 연결하는 PCI 형식이다. 카드버스는 익스프레스카드 형식으로 대체되고 있다.
인텔은 1997년에 전용 비디오 가속 솔루션으로 AGP 버스를 도입했다. AGP 장치는 PCI-PCI 브리지를 통해 논리적으로 PCI 버스에 연결된다. 버스라고 불리지만 AGP는 일반적으로 한 번에 하나의 카드만 지원한다(레거시 바이오스 지원 문제). 2005년부터 PCI 익스프레스가 PCI와 AGP를 모두 대체하고 있다. 2004년에 승인된 이 표준은 직렬 통신 인터페이스를 통해 논리적 PCI 프로토콜을 구현한다. PC/104(-Plus) 또는 미니 PCI는 미니 ITX와 같은 스몰 폼 팩터 보드의 확장을 위해 자주 추가된다.
탠디 1000 EX 및 1000 HX 모델의 경우, 탠디 컴퓨터는 XT 버스의 소형화된 PLUS 확장 인터페이스를 설계했다. 전기적으로 XT 버스(일명 8비트 ISA 또는 XT-ISA)와 호환되므로, 수동 어댑터를 만들어 XT 카드를 PLUS 확장 커넥터에 연결할 수 있다. PLUS 카드의 또 다른 특징은 쌓을 수 있다는 것이다. 쌓을 수 있는 확장 모듈을 제공한 또 다른 버스는 IBM PCjr에서 사용된 "사이드카" 버스였다. 이는 XT 버스와 전기적으로 유사했을 수 있다. 실제로 둘 다 기본적으로 8088 CPU의 주소 및 데이터 버스를 일부 버퍼링 및 래칭, 인텔 추가 칩에서 제공하는 인터럽트 및 DMA 추가, 그리고 몇 가지 시스템 고장 감지 라인(Power Good, Memory Check, I/O Channel Check)을 노출했기 때문에 확실히 유사점이 있었다. 다시 말하지만, PCjr 사이드카는 기술적으로 확장 카드가 아니라 확장 모듈이며, 유일한 차이점은 사이드카가 플라스틱 상자 안에 enclosed된 확장 카드라는 점이다(커넥터가 노출되는 구멍 포함).

### 외부 확장 버스
노트북은 일반적으로 데스크톱 컴퓨터용 확장 카드를 대부분 수용할 수 없다. 결과적으로 여러 가지 소형 확장 표준이 개발되었다.
원본 PC 카드 확장 카드 표준은 기본적으로 ISA 버스의 소형 버전이다. 카드버스 확장 카드 표준은 PC 카드 표준의 진화형으로, PCI 버스의 소형 버전으로 만들어졌다. 원본 익스프레스카드 표준은 USB 2.0 주변 기기 또는 PCI 익스프레스 1.x x1 장치처럼 작동한다. 익스프레스카드 2.0은 SuperSpeed USB를 카드가 사용할 수 있는 또 다른 유형의 인터페이스로 추가한다. 안타깝게도 카드버스 및 익스프레스카드는 노트북에 이러한 공격을 방지하도록 구성된 IOMMU가 없으면 DMA 공격에 취약하다.
위의 예외 중 하나는 데스크톱 표준의 특수 축소 버전용 단일 내부 슬롯의 포함이다. 가장 잘 알려진 예는 미니 PCI 또는 미니 PCIe이다. 이러한 슬롯은 일반적으로 "내장" 무선 네트워킹을 제공하거나 개별 GPU로 생산 시 시스템을 업그레이드하는 등 특정 목적을 위한 것이었다.

### 기타 계열
애플, 탠디, 코모도어, 아미가, 아타리를 포함한 대부분의 다른 컴퓨터 라인은 자체 확장 버스를 제공했다. 아미가는 조로 II를 사용했다. 애플은 7개의 50핀 슬롯으로 구성된 독점 시스템을 애플 II 주변 카드용으로 사용했고, 나중에는 프로세서 다이렉트 슬롯과 뉴버스의 변형을 매킨토시 시리즈에 1995년까지 사용한 후 PCI 버스로 전환했다.
일반적으로 대부분의 PCI 확장 카드는 해당 유형의 소프트웨어 드라이버가 있다면 PCI 버스 하드웨어를 통합하는 모든 CPU 플랫폼에서 작동한다. PCI 비디오 카드 및 자체 바이오스 또는 기타 ROM을 포함하는 다른 모든 카드는 문제가 될 수 있지만, VESA 표준을 준수하는 비디오 카드는 보조 모니터에 사용될 수 있다. DEC Alpha, IBM PowerPC 및 NEC MIPS 워크스테이션은 PCI 버스 커넥터를 사용했다. 조로 II와 뉴버스 둘 다 플러그 앤 플레이였으며, 사용자의 하드웨어 구성이 필요 없었다.
다른 컴퓨터 버스는 산업 제어, 기기 및 과학 시스템에 사용되었다. 한 가지 특정 예는 HP-IB(또는 휴렛팩커드 인터페이스 버스)이며, 이는 결국 IEEE-488(일명 GPIB)로 표준화되었다. 잘 알려진 역사적 표준으로는 VME버스, STD 버스, SBus(Sun의 SPARCStation에 특화된) 및 수많은 다른 것들이 있다.

### 비디오 게임 콘솔
패밀리컴퓨터 및 메가 드라이브와 같은 많은 비디오 게임 콘솔에는 어떤 형태로든 확장 버스가 포함되어 있었다. 적어도 메가 드라이브의 경우 확장 버스는 독점적이었다. 실제로 많은 카트리지 기반 콘솔(아타리 2600은 제외)의 카트리지 슬롯은 시스템 내부 버스의 읽기 및 쓰기 기능을 모두 노출했기 때문에 확장 버스로 분류될 수 있다. 그러나 이러한 인터페이스에 부착된 확장 모듈은 기능적으로는 확장 카드와 동일하지만, 물리적 형태 때문에 기술적으로 확장 카드는 아니다.

## 응용
확장 카드의 주요 목적은 메인보드에서 제공하지 않는 기능을 제공하거나 확장하는 것이다. 예를 들어, 오리지널 IBM PC는 온보드 그래픽 또는 하드 드라이브 기능이 없었다. 이 경우, 그래픽 카드와 ST-506 하드 디스크 컨트롤러 카드가 각각 그래픽 기능과 하드 드라이브 인터페이스를 제공했다. 일부 단일 보드 컴퓨터는 확장 카드를 위한 준비가 되어 있지 않았으며, 제한된 변경이나 사용자 정의를 위해 보드에 IC 소켓만 제공했을 수도 있다. 신뢰할 수 있는 다중 핀 커넥터는 비교적 비용이 많이 들기 때문에 가정용 컴퓨터와 같은 일부 대량 시장 시스템에는 확장 슬롯이 없었고, 대신 메인 보드의 가장자리에 카드 가장자리 커넥터를 사용하여 비용이 많이 드는 일치하는 소켓을 주변 장치 비용에 포함시켰다.
온보드 기능 확장의 경우, 메인보드는 단일 직렬 RS232 포트 또는 이더넷 포트를 제공할 수 있다. 확장 카드를 설치하여 여러 RS232 포트 또는 여러 개의 더 높은 대역폭의 이더넷 포트를 제공할 수 있다. 이 경우, 메인보드는 기본적인 기능을 제공하지만 확장 카드는 추가 또는 향상된 포트를 제공한다.

## 물리적 구조
확장 카드의 한쪽 가장자리에는 슬롯에 맞는 접점(에지 커넥터 또는 핀 헤더)이 있다. 이들은 카드와 메인보드의 전자 장치 사이에 전기적 접촉을 설정한다. 주변 장치 확장 카드에는 일반적으로 외부 케이블용 커넥터가 있다. PC 호환 개인용 컴퓨터에서 이 커넥터는 캐비닛 뒷면의 지지 브래킷에 위치했다. 산업용 백플레인 시스템에는 백플레인 핀과 반대편인 카드의 상단 가장자리에 커넥터가 장착되었다.
메인보드와 케이스의 폼 팩터에 따라 컴퓨터 시스템에 약 1개에서 7개까지의 확장 카드를 추가할 수 있다. 백플레인 시스템에는 19개 이상의 확장 카드를 설치할 수 있다. 많은 확장 카드를 시스템에 추가하면 총 전력 소비와 열 방출이 제한 요소가 된다. 일부 확장 카드는 하나 이상의 슬롯 공간을 차지한다. 예를 들어, 2010년 현재 시장에 나와 있는 많은 그래픽 카드는 듀얼 슬롯 그래픽 카드로, 두 번째 슬롯을 팬이 있는 활성 히트 싱크를 놓는 장소로 사용한다.
일부 카드는 "로우 프로파일" 카드인데, 이는 표준 카드보다 짧고 HTPC 및 SFF와 같은 낮은 높이의 컴퓨터 섀시에 들어갈 수 있음을 의미한다. (훨씬 작은 브래킷과 보드 영역을 지정하는 "로우 프로파일 PCI 카드" 표준이 있다). 네트워크, SAN 또는 모뎀 카드와 같이 외부 연결에 사용되는 확장 카드 그룹은 일반적으로 입출력 카드(또는 I/O 카드)라고 불린다.

## 도터보드

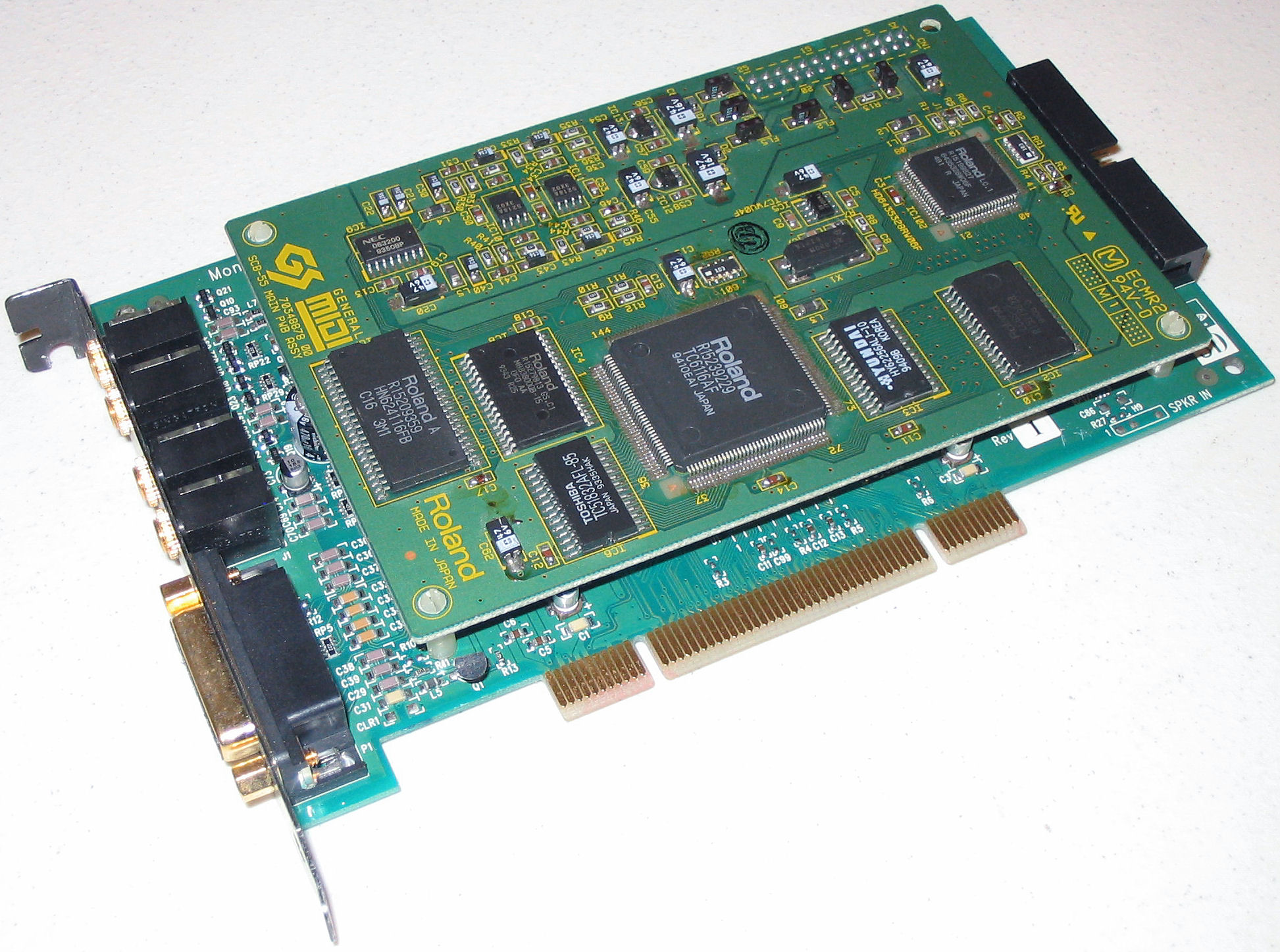
MIDI 도터보드가 부착된 사운드 카드

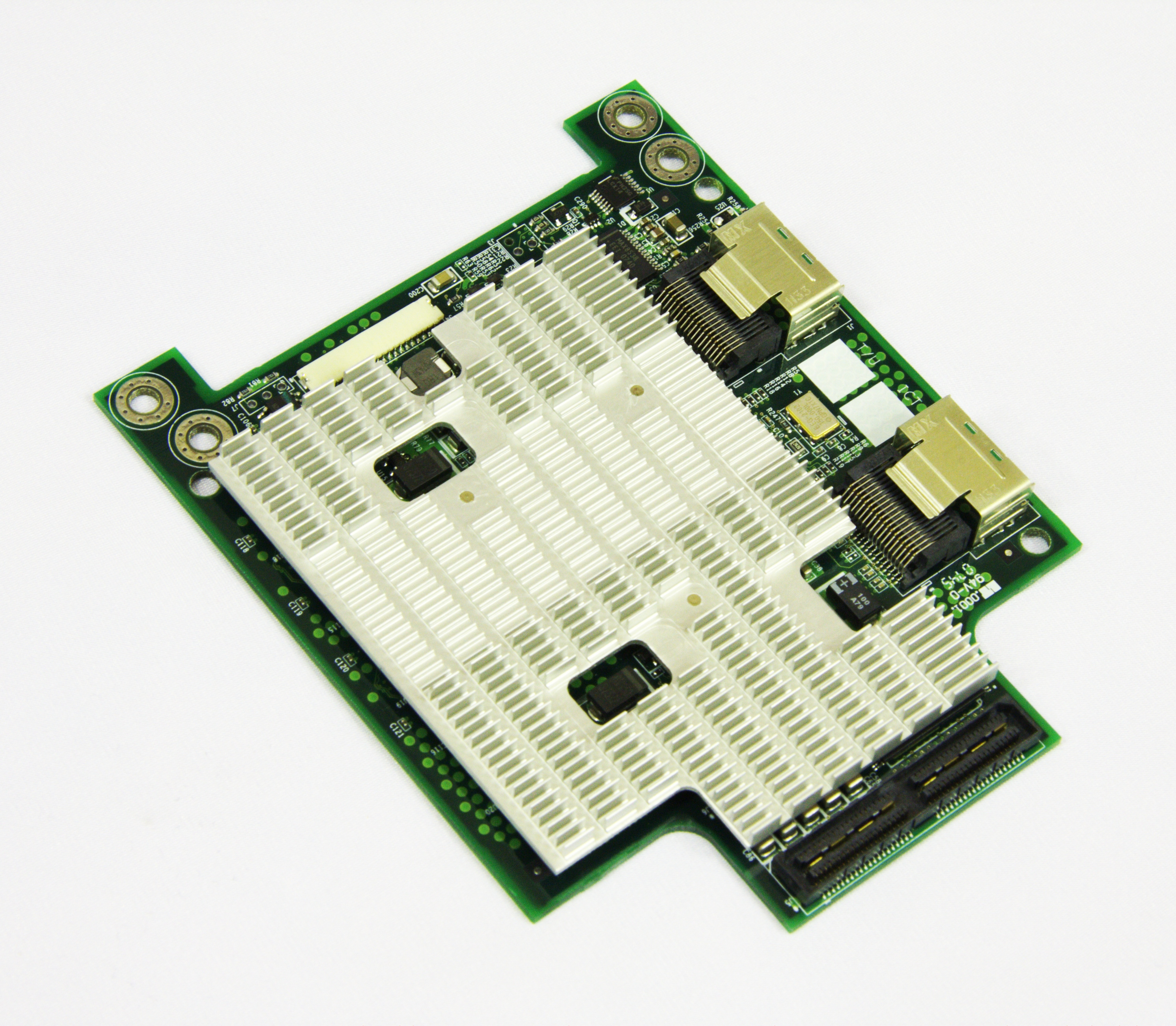
LSI 1078 칩셋 기반의 RAID 컨트롤러 역할을 하는 인벤텍 서버 플랫폼용 도터보드

도터보드, 도터카드, 메자닌 보드 또는 피기백 보드는 시스템에 직접 부착되는 확장 카드이다. 도터보드에는 종종 다른 보드를 위한 플러그, 소켓, 핀 또는 기타 부착물이 있다. 도터보드는 컴퓨터 또는 기타 전자 장치 내에서 내부 연결만 가지며, 일반적으로 컴퓨터 버스를 통하지 않고 메인보드에 직접 액세스한다. 이러한 보드는 컴퓨터의 다양한 메모리 용량을 개선하거나, 컴퓨터가 이전에 연결할 수 없었던 특정 종류의 네트워크에 연결할 수 있도록 하거나, 사용자가 게임과 같은 다양한 목적을 위해 컴퓨터를 사용자 정의할 수 있도록 하는 데 사용된다.
도터보드는 때때로 컴퓨터에서 확장 카드가 메인보드와 평행하게 장착되도록 허용하는 데 사용되며, 일반적으로 작은 폼 팩터를 유지하기 위함이다. 이러한 형태는 라이저 카드 또는 라이저라고도 불린다. 도터보드는 또한 특정 모델에 기능이 추가되어 새 모델 또는 별도의 모델로 출시될 때와 같이 전자 장치의 기본 기능을 확장하는 데 사용되기도 한다. 첫 번째 모델을 완전히 재설계하는 대신, 메인 보드의 특수 커넥터에 도터보드를 추가할 수 있다. 이들은 일반적으로 보드 위에 평행하게 장착되며, 스페이서 또는 스탠드오프로 분리되어 있고, 연극의 메자닌처럼 쌓여 있기 때문에 때로는 메자닌 카드라고 불린다. 웨이브테이블 카드(샘플 기반 합성 카드)는 종종 이런 방식으로 사운드 카드에 장착된다.

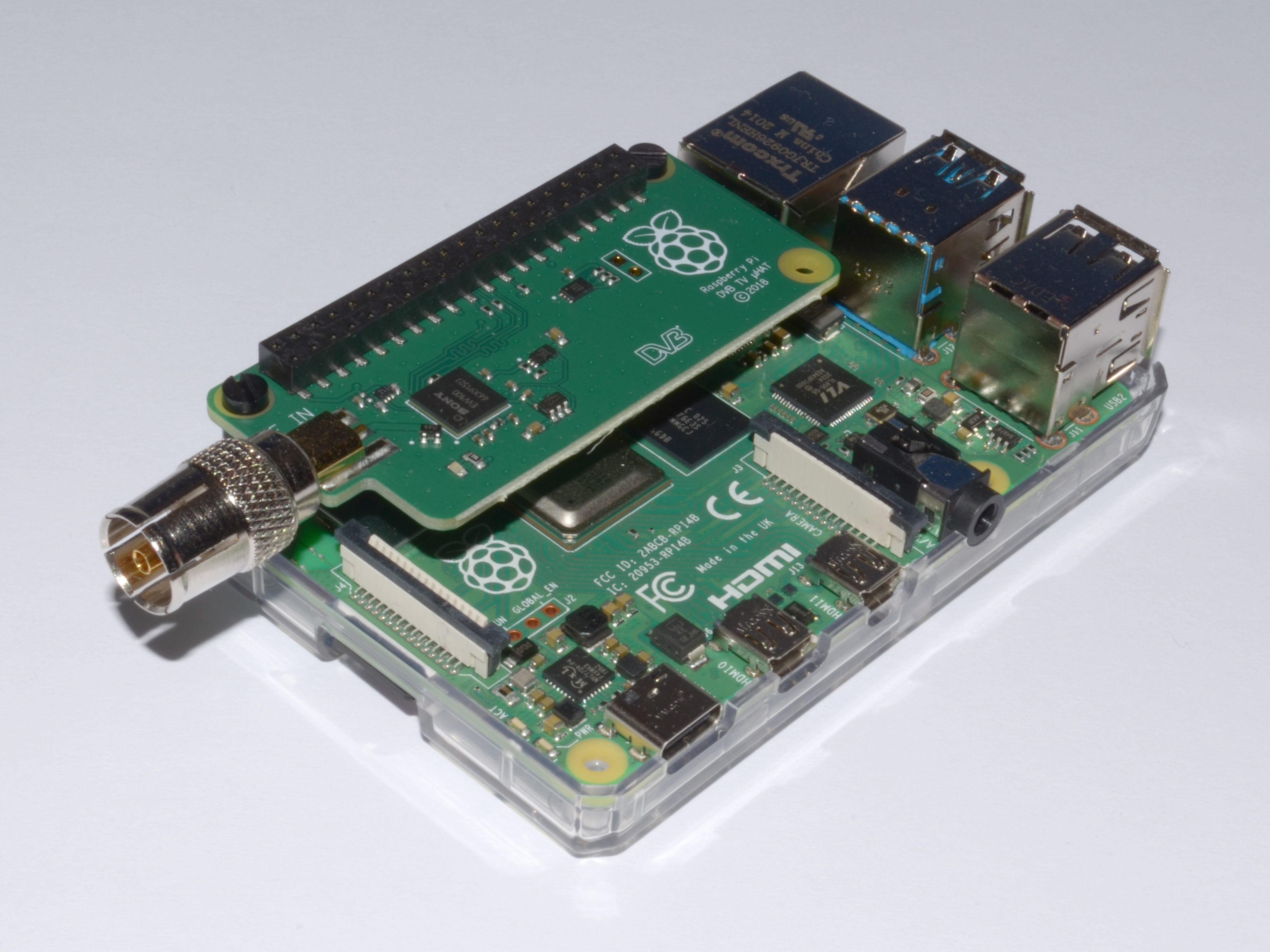
라즈베리 파이 4B 단일 보드 컴퓨터에 "TV 햇" 카드(DVB-T/T2 텔레비전 수신용) 부착

일부 메자닌 카드 인터페이스 표준에는 다음이 포함된다.
400핀 FPGA 메자닌 카드 (FMC);
172핀 고속 메자닌 카드 (HSMC);
PCI 메자닌 카드 (PMC);
XMC 메자닌;
고급 메자닌 카드;
IndustryPacks (VITA 4), 그린스프링 컴퓨터 메자닌 모듈;
등.
도터보드 스타일 확장 카드 예시:
- 강화 그래픽 어댑터 피기백 보드, 64KB 초과 메모리 추가(최대 256KB)[11]
- 중첩 확장 메모리 피기백 보드, 일부 EMS 및 EEMS 보드에 추가 메모리 추가[12]
- ADD 도터보드
- RAID 도터보드
- 네트워크 인터페이스 컨트롤러 (NIC) 도터보드
- CPU 소켓 도터보드
- 블루투스 도터보드
- 모뎀 도터보드
- AD/DA/DIO 도터카드
- 통신 도터보드 (CDC)
- 서버 관리 도터보드 (SMDC)
- 직렬 ATA 커넥터 도터보드
- 로봇 도터보드
- 접근 제어 목록 도터보드
- 아두이노 "실드" 도터보드
- 비글본 "케이프" 도터보드
- 라즈베리 파이 "HAT 애드온 보드"[13]
- 네트워크 도터보드 (NDB). 일반적으로 버스 인터페이스 로직, LLC, PHY 및 마그네틱을 단일 보드에 통합한다.

## 표준
- PCI 익스텐디드 (PCI-X)
- PCI 익스프레스 (PCIe)
- 미니 PCIe
- M.2
- 가속 그래픽 포트 (AGP)
- PCI 버스 (PCI)
- ISA 버스 (ISA)
- 마이크로 채널 아키텍처 (MCA)
- VESA 로컬 버스 (VLB)
- 카드버스/PC 카드/PCMCIA (노트북 컴퓨터용)
- 익스프레스카드 (노트북 컴퓨터용)
- 오디오/모뎀 라이저 (AMR)
- 커뮤니케이션스 앤드 네트워킹 라이저 (CNR)
- 콤팩트플래시 (핸드헬드 컴퓨터 및 고속 카메라/캠코더용)
- SBus (1990년대 SPARC 기반 썬 컴퓨터)
- 아미가 조로 버스 (코모도어 아미가)
- 뉴버스 (애플 매킨토시)
- FPGA 메자닌 카드 (FMC)
- CRUVI FPGA 카드 임베디드 기술 표준화 그룹 e.V. (SGET)의 FPGA 도터 카드 표준

## 같이 보기
- 호스트 어댑터
- 모뎀
- 네트워크 카드
- 물리 카드
- 포스트 카드
- 사운드 카드
- TV 수신 카드
- 그래픽 카드